# 172985 Ericmelin
172985 Ericmelin è un asteroide della fascia principale. Scoperto nel 2006, presenta un'orbita caratterizzata da un semiasse maggiore pari a 2,4345634 au e da un'eccentricità di 0,1979860, inclinata di 0,59174° rispetto all'eclittica.